# Richard Chaney
Richard Darrel Chaney jr. (Los Angeles, 23 gennaio 1984) è un ex cestista statunitense con cittadinanza portoricana.

## Carriera
Con Porto Rico ha disputato due edizioni dei Campionati americani (2013, 2015).